# Frederick Grant Banting
Frederick Grant Banting (Alliston, Ontario, Canadá, 14 de noviembre de 1891-Musgrave Harbour, Terranova, 21 de febrero de 1941) fue un médico e investigador canadiense. 
Estudió en la universidad de Toronto y fue médico militar durante la Primera Guerra Mundial. Posteriormente fue ayudante de fisiología en la Universidad de Ontario Occidental y a partir de 1921 profesor en la Universidad de Toronto.
En 1921, descubrió con Charles Best la hormona insulina. Por este descubrimiento le fue otorgado en 1923 el Premio Nobel de Fisiología y Medicina, compartido con John James Richard Macleod. Recibió el premio con solo 32 años, por lo que constituye el científico más joven que haya sido laureado con el Premio Nobel de Fisiología y Medicina.
Sus últimas investigaciones en el Instituto se refirieron al cáncer, la corteza suprarrenal y la silicosis. 
Durante la II Guerra Mundial fue mayor del Cuerpo Médico y jefe de la sección médica del Consejo Nacional de Investigaciones de Canadá. Murió en Terranova en un accidente de avión.

## Biografía
Banting nació en Alliston (Ontario, Canadá), el 14 de noviembre de 1891. Era el más pequeño de los cinco hijos de William Thompson Banting y Margaret Grant. Realizó sus primeros estudios en Alliston. Comenzó teología en la Universidad de Toronto, que pronto cambió por medicina. Se graduó en 1916. Formó parte de la Canadian Army Medical Corps y participó en la Primera Guerra Mundial en Francia. En 1918 fue herido en la batalla de Cambrai.
Residió por poco tiempo en London (Ontario). Estudió ortopedia infantil y ejerció como cirujano en el Hospital for Sick Children, entre 1919 y 1920. Un año más tarde fue profesor de Ortopedia en la University of Western Ontario. El curso 1921-1922 dio conferencias de farmacología en la Universidad de Toronto. Obtuvo el grado de doctor en 1922.

## Investigación médica

### Descubrimiento de la insulina
Muy pronto se interesó por la diabetes. Desde finales del siglo XIX los científicos se habían percatado de la relación entre el páncreas y la diabetes. Algunos trabajos indicaban que la enfermedad estaba causada por una carencia de una hormona segregada por los islotes de Langerhans del páncreas. Oscar Minkowski y otros trataron de aislar esta hormona sin éxito. Schafer la denominó "insulina" y se suponía que ejercía un control sobre el metabolismo del azúcar, de tal manera que su ausencia provocaba el aumento de este en sangre y en orina. Se trató de administrar extracto de páncreas o la glándula fresca a los diabéticos, tratamiento que fracasó porque la hormona debía ser destruida por los enzimas proteolíticos. Por otro lado, todavía eran inseguras las técnicas de detección de glucosa en sangre y orina.
La lectura de un artículo de Moses Baron en el que se decía que la ligadura del conducto pancreático provocaba la degeneración de las células que segregaban tripsina, pero que los islotes permanecían intactos llamó su atención. Pensó que podría recurrir a este procedimiento para obtener insulina.

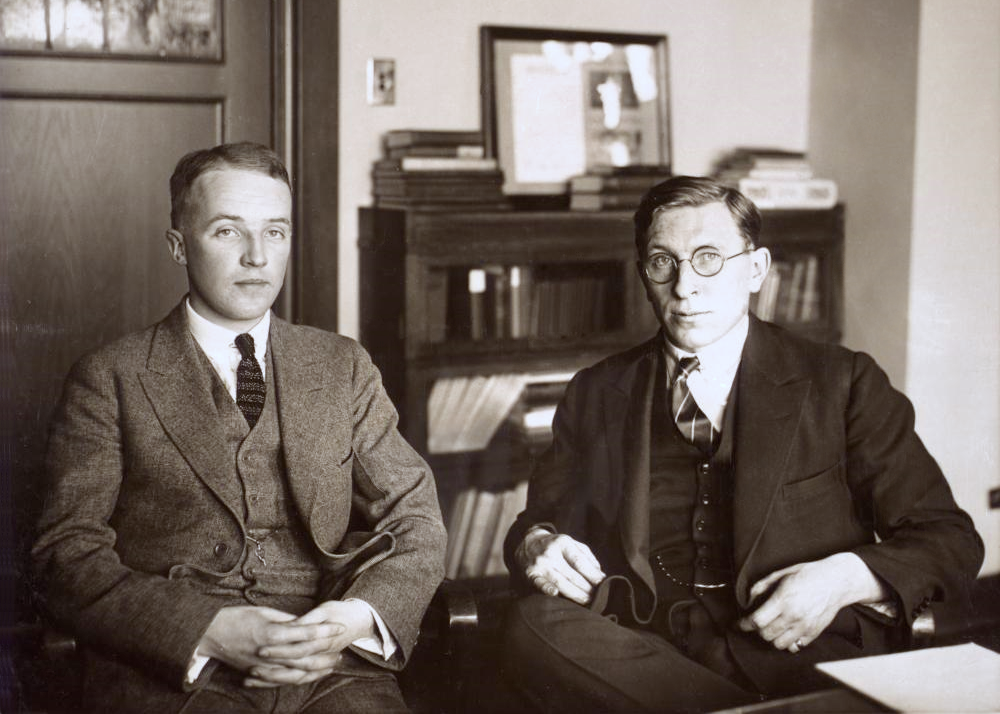
Frederick G. Banting y su colega Charles H. Best en 1924. Se los considera codescubridores de la insulina.

Se puso en contacto con J.J.R. Macleod, profesor de fisiología de la Universidad de Toronto, quien le facilitó lo necesario para poder investigar en su laboratorio. Trabajó entonces con Charles Best, estudiante de medicina, que fue su asistente y, más tarde con el químico James B. Collip. En agosto de 1921 administraron la insulina obtenida de los islotes de Langerhans a perros diabéticos comprobando que descendían los niveles de azúcar en sangre y orina y desaparecían los síntomas típicos de la enfermedad. Repitieron varias veces los experimentos con resultados distintos, en función de la pureza de la insulina utilizada. Fue Collip el que se encargó de lograr una que fuera lo más pura posible. La emplearon por vez primera, pocas semanas después, en un muchacho diabético de catorce años, que mejoró de forma extraordinaria de su enfermedad.
La primera descripción de los resultados obtenidos con el uso de la insulina en la diabetes figura en el artículo "Pancreatic extracts in the treatment of diabetes mellitus" (Extractos pancreáticos en el tratamiento de diabetes mellitus), publicado en 1922 en el Canadian Medical Association Journal. Banting y Macleod recibieron el Premio Nobel de Medicina en 1923. Previamente Banting y Best detallaron la técnica en un artículo que se publicó en el Journal of Laboratory and Clinical Medicine en 1921-22. Asimismo, Banting, Best y Macleod prepararon una comunicación, que llevaba por título "The internal secretion of the pancreas", que se dio a conocer en la reunión de la American Physiological Society, de 1921.
En 1926 Jacob Abel logró la síntesis de la insulina, hallazgo que dio a conocer en los Proceedings of the National Academy of Sciences, de Washington, con el título Crystalline insuline.
En 1930, el Parlamento canadiense concedió una ayuda a Banting para la instalación de un laboratorio de investigación (el Banting Institute) y su universidad creó una cátedra con su nombre. Allí trabajó en distintas líneas como las relacionadas con la silicosis, el cáncer y el ahogamiento.
Fue nombrado médico honorario del Hospital General de Toronto, del Hospital para niños enfermos, y del Toronto Western Hospital. Obtuvo asimismo el LL.D. degree (Queens) y el D.Sc. degree (Toronto). Recibió además los homenajes y merecimientos de varias sociedades científicas de su país y del extranjero.
Como pintor aficionado formó parte de una expedición gubernamental al Ártico. Se casó con Marion Robertson en 1924; tuvieron un hijo. Se divorció en 1932 y cinco años más tarde contrajo de nuevo matrimonio con Henrietta Ball.
Cuando se declaró la Segunda Guerra Mundial actuó como enlace entre los servicios médicos británicos y estadounidenses. En 1941 falleció víctima de un accidente aéreo en Newfoundland.

## Eponimia
- El cráter lunar Banting lleva este nombre en su honor.[9]
- El asteroide (43293) Banting también conmemora su nombre.[10]